# Aberdeen (Mississippi)
Pour les articles homonymes, voir Aberdeen (homonymie).
La ville d'Aberdeen est le siège du comté de Monroe, situé dans l'État du Mississippi, aux États-Unis.
Située sur les bords de la rivière Tombigbee, Aberdeen était un des ports les plus utilisés au cours du XIXe siècle, on y pratiquait le commerce du coton et pendant un temps, elle fut la deuxième ville de l'État.
Aujourd'hui, la ville dispose de beaucoup de bâtiments historiques datant de cette époque avec 200 immeubles inscrits au Registre national des lieux historiques. Chaque printemps, Aberdeen accueille des visiteurs venus voir les demeures d'avant-guerre. La plus célèbre étant « The Magnolias », construite en 1850.
Juste à côté de la ville se trouve le barrage d'Aberdeen (en) qui est un élément du Tennessee–Tombigbee Waterway (en).

## Personnalités
- Wilma Cozart Fine (1927-2009), productrice de disques, est née à Aberdeen.

## Galerie photographique

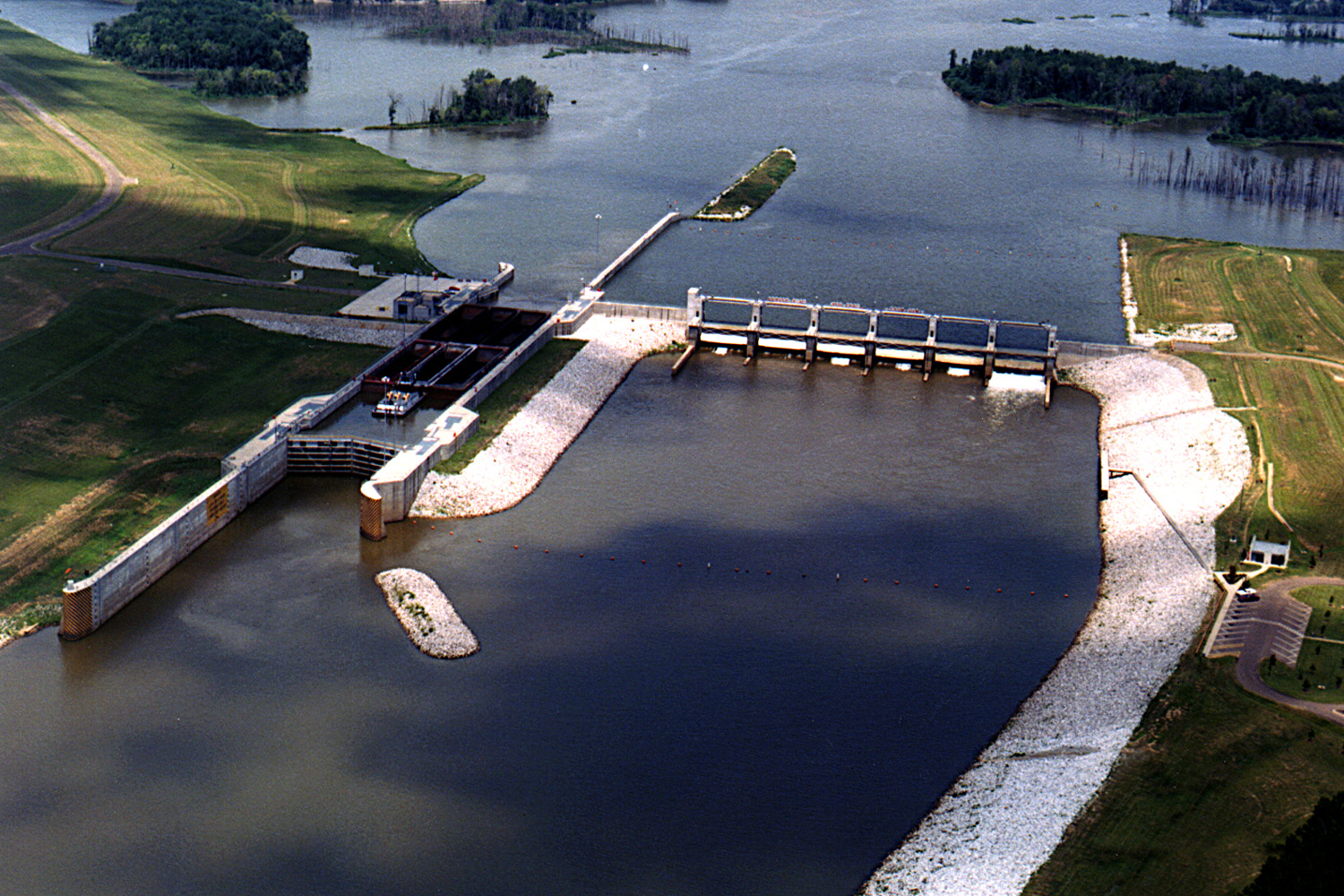
Barrage d'Aberdeen

## Source
- (en) Cet article est partiellement ou en totalité issu de l’article de Wikipédia en anglais intitulé « Aberdeen, Mississippi » (voir la liste des auteurs).